# Jan Słupski
Jan Stanisław Słupski (ur. 6 września 1869 w Mezőhegyes, zm. 1948) – tytularny generał brygady Wojska Polskiego.

## Życiorys
W 1889 zdał maturę w Wyższej Szkole Realnej w Krakowie. Od 1 września 1889 pełnił służbę w cesarskiej i królewskiej Armii. W 1905 został przeniesiony do cesarsko-królewskiej Obrony Krajowej, awansując w niej, w 1917 roku, do stopnia podpułkownika.
Z dniem 1 listopada 1918 przyjęty został do Wojska Polskiego z zatwierdzeniem posiadanego stopnia podpułkownika i przydzielony do Dowództwa Okręgu Generalnego „Kraków”. W kwietniu 1919 został dowódcą Okręgu Etapowego „Przemyśl”. 1 czerwca 1919 roku objął dowództwo 32 pułku piechoty. 1 października 1919 roku powołany został na stanowisko sztabowego oficera inspekcyjnego piechoty przy Dowództwie Okręgu Generalnego „Warszawa” w Warszawie. 1 maja 1920 mianowany został dowódcą XXXII Brygady Piechoty, a 22 maja tego roku zatwierdzony z 1 dniem kwietnia 1920 w stopniu pułkownika piechoty, w grupie oficerów byłej armii austriacko-węgierskiej. 26 sierpnia 1920 roku mianowany został dowódcą Obozu Warownego „Dęblin”. 16 grudnia 1920 roku został kierownikiem wyszkolenia dywizyjnego w Dowództwie Okręgu Generalnego „Kraków”.
20 kwietnia 1922 roku wyznaczony został na stanowisko komendanta Obozu Warownego „Przemyśl” w Przemyślu. 3 maja 1922 roku zweryfikowany został w stopniu pułkownika ze starszeństwem z dniem 1 czerwca 1919 roku i 7. lokatą w korpusie oficerów piechoty. Z dniem 1 sierpnia 1925 roku zastąpił płk. SG Kazimierza Ścibora-Rylskiego na stanowisku dowódcy piechoty dywizyjnej 24 Dywizji Piechoty w Jarosławiu. Pełniąc służbę w Przemyślu, a następnie w Jarosławiu pozostawał na ewidencji 38 pułku piechoty Strzelców Lwowskich jako oficer nadetatowy. Mieszkał w Jarosławiu przy ulicy Jezuickiej 8.
8 października 1926 roku Prezydent RP Ignacy Mościcki nadał mu tytuł generała brygady z dniem przeniesienia w stan spoczynku – 31 grudnia 1926 roku.

## Odznaczenia
- Krzyż Walecznych – dwukrotnie (1921[12], 1922[13])